# متلازمة كورنيليا دي لانج
متلازمة كورنيليا دي لانج (بالإنجليزية: Cornelia de Lange Syndrome) وتسمى أيضا بمتلازمة بوشي والمعروف أيضا باسم متلازمة أقزام أمستردام (بالإنجليزية: Amsterdam Dwarf Syndrome)، وهو اضطراب وراثي نادر يمكن أن يؤدي إلى شذوذ تنموي شديد. لأنه يؤثر على النمو البدني والفكري للطفل.وصفه الدكتور براشمان عام 1916م، كمجموعة من الحالات تتميز بالشكل المميز للرأس والأطراف وقصر القامة، وعرفت بأقزام أمستردام، ثم تبعه مواطنه الهولندي طبيب الأطفال الدكتور كورنيلا دي لانج عام 1933، والذي سميت هذه المتلازمة باسمه، وكلاهما قام بالشرح عن صفات الحالة ومميزاتها التشخيصية.

## الأسباب
1- الوراثة السائدة إذا كان أحد الوالدين مصاب اصابة خفيفة، فحسب الوراثة السائدة فإن أحتمالية ولادة طفل مصاب هي 50%.
2- خلل في المورث NIPBL gene.الذي يقوم بصناعة بروتين يسمى delangin، وهذا المورث موجود على الكروموسوم رقم chromosome 3 band q26-27.

## الأعراض
- نقص وزن الطفل عند الولادة - أقل من ثلاثة كجم
- البكاء بطريقة ضعيفة لدى المواليد
- صعوبة التنفس والرضاعة لدى المواليد
- زيادة توتر العضلات
- قصر القامة
- ضعف النمو
- ضعف التطور الحركي والفكري
- صعوبات في التغذية
- علامات مميزة للرأس والأطراف
- ضعف السمع
- مشاكل بصرية : رأرأة العين، بعد النضر، قصر النضر
- قيء
- التشنج والصرع
- عيوب خلقية في القلب
- تخلف فكري - بسيط إلى المتوسط
- تأخر النطق والتخاطب
- عدم نزول الخصية
- صغر حجم ومحيط الرأس
- صغر حجم الحاجب، والتقاء الحاجبين سوياً
- زيادة طول الرموش
- كثافة شعر الرأس
- قصر الرقبة
- الأنف صغير
- الشفة العليا صغيرة ومرتفعة للأعلى
- الأسنان صغيرة ومتباعدة
- الأذن صغيرة ومنخفضة
- شق في الفك
- شذوذ في الأطراف، وقد يكون هناك طرف ناقص أو غير مكتمل.
- صغر حجم اليدين والقدمين
- التحام جزئي لأصابع القدمين الثاني والثالث
-الأصبع الخامس في اليدين معوج
- زيادة كمية الشعر في الجسم
- نقص الوزن عند الولادة
- ضعف النمو، ويكون سرعة النمو خاصة بهم
- عادة ما يصلون للبلوغ كأقرانهم
- عند البلوغ يكونون قصار القامة
- توتر واضطرابات تنفسية
- بعض العلامات التوحدية، الانعزالية، عدم التواصل مع الآخرين، الحركات المتكررة
- عدم الاهتمام بالألم، وانكار للذات
- فرط النشاط
- اضطرابات في النوم
- تأخر النمو وصغر حجم الجمجمة.
- الحواجب رفيعة وطعادة ما تلتقي في المنتصف.
- رموش طويلة.
- صغر اليدين والقدمين.
- الأسنان عريضة و صغيرة.
- انخفاض حلمة الأذن.
- صعوبات سمعية.
- التحام الإصبع الثاني والثالث في القدم.
- عدم التواء الإصبع الخامس في اليد.
- شق سقف الحلق.
- مشاكل في القلب والتغذية
- وجود نوبات صرع.

## العلاج
لا يوجد علاج لهذا المرض.ولكن هناك علاجات تشمل الاعراض المرافقة له مثل برامج تأهيلية تشمل " التخاطب والعلاج الطبيعي وتعديل السلوك وتنمية المهارات.

## روابط خارجية
http://www.cdlsusa.org/
http://www.emedicine.com/ped/topic482.htm
http://www.tsbvi.edu/Outreach/seehear/winter00/cornelia.htm
http://rarediseases.about.com/cs/cdls/a/101903.htm نسخة محفوظة 16 يناير 2013 على موقع واي باك مشين.
- Cornelia de Lange Syndrome Foundation, Inc.
- Development of Diagnostics and Therapeutics for Cornelia de Lange Syndrome
- Genetic Alliance نسخة محفوظة 9 نوفمبر 2015 على موقع واي باك مشين.
- Cleft and Craniofacial Anomalies
- Pediatric Database (PEDBASE)
- GeneReviews/NCBI/UW/NIH entry on Cornelia de Lange syndrome
- Leiden Open Variation Database for Cornelia de Lange Syndrome

```
http://www.specialchild.com/archives/dz-010.html
```

```
http://www.ucdmc.ucdavis.edu/children/services/cleft/health/anomalies/cornelia.html
```

```
http://ghr.nlm.nih.gov/condition=corneliadelangesyndrome
```